# Serhij Šyščenko
Serhij Jurijovyč Šyščenko (in ucraino Сергій Юрійович Шищенко?; Syryaki, 13 gennaio 1976) è un ex calciatore ucraino, tecnico del Bukovyna Černivci.

## Palmarès

### Club
- Kubok Ukraïny: 2

Šachtar: 1994-1995, 1996-1997

### Individuale
- Capocannoniere della Prem"jer-liha: 1

2001-02 (12 reti)